# Aplatophis chauliodus
Aplatophis chauliodus är en fiskart som beskrevs av Böhlke, 1956. Aplatophis chauliodus ingår i släktet Aplatophis och familjen Ophichthidae. Inga underarter finns listade i Catalogue of Life.